# Deportivo Municipal de Chorrillos
El Club Deportivo Municipal de Chorrillos o simplemente Municipal de Chorrillos es un club de fútbol peruano del distrito de Chorrillos, Lima. Fue fundado en 1948 y participa en la Copa Perú.

## Historia
El Deportivo Municipal de Chorrillos es uno de los clubes más carismáticos e importantes de la Liga Distrital de Chorrillos donde fue campeón distrital en 1994, clasificando a las Interligas de Lima y siendo subcampeón el mismo año. Seguidamente, participa en la Región Promocional de Fútbol de Lima y Callao logra el título y el ascenso a la Segunda Profesional, para la siguiente temporada.
Durante la Segunda División de 1995 peleó por el descenso contra Sport Agustino (Campeón Interligas de Lima del 1994) y América Cochahuayco, sin embargo descendió ese mismo año. Fue subcampeón del Interligas de Lima en 2002 perdiendo en la final ante La Peña Sporting por 4 - 0. En el Interligas 2011 llegó hasta la segunda fase donde fue eliminado por penales por 9 - 10 por Cooperativa Bolognesi de Barranco.
Para la temporada 2012, el equipo salvó la categoría. Al año siguiente, Deportivo Municipal de Chorrillos sólo logró situarse en la undécima posición. Para el año 2014, mejoró y ascendió a la novena posición de la liga. El Deportivo Municipal de Chorrillos para la temporada 2015 logró situarse en la sexta posición de la liga. Para el periodo 2016, el club logra el subcampeonato del Grupo B. Define la tercera clasificación a las interligas, al ganar por 3 - 1 al Deportivo Alto Perú. 
Participó en el grupo 22 del torneo de Interligas de Lima (Provincial de Lima). En su primer partido pierde 1 - 3 contra Chosica F.C. En la siguiente fecha, empata 1 - 1 con Sport Inca de Villa El Salvador. En la última fecha golea 5 - 1 a Juventud Atlanta de Puente Piedra. Sin embargo, Deportivo Municipal quedó eliminado de la clasificación a la segunda fase.
Para el año 2017, Deportivo Municipal logra consagrarse campeón de la seria A, venciendo  por 1 - 0 al E.T.E.. Luego derrota al campeón de la serie B, Cultural Lima por 2 - 0. El club se consolida como campeón indiscutible de la Primera División de Chorrillos. Además está clasificado para el torneo de Interligas de Lima, del presente año.Sin embargo, quedó eliminado del Grupo 27 tras perder por 3 -1 por Huracán Boys de Comas y 3 -1 contra Independiente Nueva Lima de La Victoria.
Para la temporada 2018, el club logra el campeonato de la Serie A de la liga y la clasificación a las Interligas de Lima. Luego se enfrentó contra su clásico rival, E.T.E., en la definición de la Distrital de Chorrillos. Deportivo Municipal pierde por 0 - 2 y consigue el subcampeonato de la liga. El club logra la primera posición del grupo 4, de la primera fase de Interligas y clasificando a la siguiente fase. En esta etapa el club fue eliminado por Arsenal FBC de Jesús María perdiendo 2 - 0 y luego empatando 1 - 1.

## Actualidad
En la temporada 2023, el equipo, logra ser líder provisionalmente en la serie B, a la sexta fecha del campeonato de la liga chorrillana, a pesar de perder por 3 - 0 contra el Cultural Lima. La siguiente fecha el club gana por 5 - 2 contra el Juventud Rangers. La última fecha Deportivo Municipal de Chorrillos descanzó por lo que no jugó. Su rival más cercano, el Huracán Chorrillos, gana su último partido y dezplaza en el segundo puesto de la serie B. Al final, el club no clasifica a la liguilla final por la definición y clasificación a las Interligas 2023.

## Uniforme
- Uniforme titular: Camiseta blanca con franja roja, pantalón negro y medias negras.
- Uniforme secundario: Camiseta blanca con franja roja, pantalón negro y medias blancas.
- Uniforme terciario: Camiseta blanca con franja roja, pantalón azul marino y medias blancas.

#### Uniforme Titular 1948 al 2009
| Titular 1 | Titular 2 | Titular 3 | Titular 4 | Titular 5 | Titular 6 | Titular 7 | Titular 8 |  |

#### Uniforme Titular 2010 al 2023
| Titular 1 | Titular 2 | Titular 3 | Titular 4 | Titular 5 | Titular 6 | Titular 7 |  |

#### Uniforme Alterno 1948 al 2009
| Alterno 1 | Alterno 2 | Alterno 3 | Alterno 4 | Alterno 5 | Alterno 6 | Alterno 7 | Alterno 8 |  |

#### Uniforme Alterno 2009 al 2023
| Alterno 1 | Alterno 2 | Alterno 3 | Alterno 4 | Alterno 5 | Alterno 6 | Alterno 7 |  |

## Palmarés

### Torneos regionales
- Región Promocional de Lima y Callao (1): 1994
- Liga Distrital de Chorrillos (3): 1994, 2002 y 2017.
- Liga Distrital de Chorrillos Serie B (1): 2023.
- Subcampeón del Interligas de Lima (2): 1994, 2002.
- Subcampeón de Liga Distrital de Chorrillos: 2018.
- Tercer Puesto Serie B Distrital de Chorrillos: 2023.

## Enlaces
- Cancha de los Muertos y Municipal Chorrillos
- Interligas 2002 Final
- Interligas 2011 Segunda fase
- Liga Distrital de Chorrillos 2012 Final
- Primera División de Chorrillos 2013 Final
- Liga Distrital de Chorrillos 2014 Final
- Final Chorrillos 2015